# BRIT Awards/British Live Act
Der BRIT Award for British Live Act of the Year wurde 2005 eingeführt und bis 2013 sechs Mal vergeben. 
Bereits vor der Einführung als feste Kategorie gab es bei den Brits Auszeichnungen für Live-Darbietungen. Unter den Special Achievement Awards wurde 1993 die irische Band U2 als „Most Successful Live Act“ gewürdigt. Die Auszeichnung „Biggest Selling Live Act“ wurde einmalig 2000 an die Steps vergeben.
Zum 25. Jubiläum der Brit Awards wurde „British Live Act of the Year“ als feste Kategorie eingeführt. Sie entstand in Zusammenarbeit mit dem staatlich geförderten Live Music Forum unter Leitung von Feargal Sharkey. Für eine Auszeichnung infrage kamen britische Künstler, die im vorangegangenen Jahr live in Großbritannien aufgetreten waren. Die Gewinner und Nominierten wurden von einem Komitee bestehend aus Promotern, Journalisten und Konzertveranstaltern gewählt.
Der Award wurde fünfmal vergeben, dann wurde er beim 30. Brits-Jubiläum wieder gestrichen. 2013 gab es noch einmal eine einmalige Preisverleihung. Erfolgreichste Liveband in dieser Zeit war Muse, die als einzige Interpreten zweimal ausgezeichnet wurden und viermal nominiert waren. 

## Übersicht
| Jahr | Gewinner      | Nominierte                                                   |
| ---- | ------------- | ------------------------------------------------------------ |
| 2005 | Muse          | - Franz Ferdinand - Jamie Cullum - Kasabian - The Libertines |
| 2006 | Kaiser Chiefs | - Coldplay - Franz Ferdinand - KT Tunstall - Oasis           |
| 2007 | Muse          | - George Michael - gUiLLeMoTs - Kasabian - Robbie Williams   |
| 2008 | Take That     | - Arctic Monkeys - Kaiser Chiefs - Klaxons - Muse            |
| 2009 | Iron Maiden   | - Elbow - Coldplay - Scouting for Girls - The Verve          |
| 2013 | Coldplay      | - Mumford & Sons - Muse - The Rolling Stones - The Vaccines  |

## Statistik
| Auszeichnungen | Interpreten   |
| -------------- | ------------- |
| 2              | Muse          |
| 1              | Coldplay      |
| 1              | Iron Maiden   |
| 1              | Kaiser Chiefs |
| 1              | Take That     |

| Nominierungen | Interpreten     |
| ------------- | --------------- |
| 4             | Muse            |
| 3             | Coldplay        |
| 2             | Franz Ferdinand |
| 2             | Kaiser Chiefs   |
| 2             | Kasabian        |